# Addisonia
Addisonia là một chi ốc biển, là động vật thân mềm chân bụng sống ở biển trong họ Addisoniidae.

## Các loài
Các loài trong chi Addisonia gồm có:
- Addisonia brophyi McLean, 1985[3]
- Addisonia excentrica (Tiberi, 1855)[4]

Các loài được đưa vào đồng nghĩa
- Addisonia enodis Simone, 1996: đồng nghĩa của Addisonia excentrica (Tiberi, 1855)
- Addisonia lateralis (Requien, 1848)[5]: đồng nghĩa của Addisonia excentrica (Tiberi, 1855)
- Addisonia paradoxa Dall, 1882[6]: đồng nghĩa của Addisonia excentrica